# アレクサンドラ・グリカ
アレクサンドラ・グリカ（Aleksandra Gryka, 2000年2月6日 - ）は、ポーランドの女子バレーボール選手。ポーランド代表。

## 来歴

### クラブチーム
ワルシャワ出身。ジュニアのクラブを経て、2018年、IŁ Capital Legionovia Legionowoに入団。2020年、アメリカの南カリフォルニア大学へ進学し1年間プレーした。2021年6月、再びIŁ Capital Legionovia Legionowoへ加入し、2021/22シーズンのタウロンリーガで5位となった。2022年8月、ŁKSコマースコン・ウッチへ移籍し、2022/23シーズンのタウロンリーガでは優勝を果たした。2024年7月、イタリアのWealth Planet Perugia Volleyへ移籍し、2024/25シーズンのイタリアセリエA1に出場し、リーグ戦終了後の2025年4月にBKSスタル・ビェルスコ＝ビャワへ加入した。

### 代表チーム
アンダーカテゴリーの代表として、2017年、U-20世界選手権に出場し6位となった。2018年、U-19欧州選手権に出場し銅メダルを獲得した。2021年、シニア代表に初選出される。2025年、ネーションズリーグに出場した。

## 球歴
- ネーションズリーグ - 2025年

## 所属クラブ
- IŁ Capital Legionovia Legionowo（2018-2020年）
- 南カリフォルニア大学（2020-2021年）
- IŁ Capital Legionovia Legionowo（2021-2022年）
- ŁKSコマースコン・ウッチ（2022-2024年）
- Wealth Planet Perugia Volley（2024-2025年）
- BKSスタル・ビェルスコ＝ビャワ（2025年-）